# عزلة بني سليمان (صنعاء)
عزلة بني سليمان هي إحدى عزل مديرية أرحب في محافظة صنعاء اليمنية ويبلغ تعداد سكانها 1720 نسمة حسب التعداد السكاني في اليمن لعام 2004.